# Dersu Uzala (cacciatore)
Dersu Uzala in russo Дерсу Узала? (1849 – 1908) è stato un esploratore e cacciatore russo.
Di gruppo etnico Nanai, lavorò come guida per Vladimir Arsen'ev che lo immortalò e ne raccontò le gesta nel suo libro del 1923 Dersu Uzala. Ne vennero realizzati due adattamenti cinematografici, del quale quello di Akira Kurosawa, Dersu Uzala - Il piccolo uomo delle grandi pianure (1975), è il più conosciuto.

## Biografia
L'esploratore russo Arsen'ev iniziò le sue spedizioni nelle foreste dell'Estremo Oriente nella zona di Ussuri nel 1902. Descrisse numerose specie di flora siberiana e lo stile di vita delle popolazioni etniche autoctone.
Quando incontrò il cacciatore Uzala, lo assunse come guida per i suoi viaggi. Questi guadagnò il rispetto e l'amicizia di Arsen'ev e della sua squadra, tant'è che quando la sua vista e gli altri sensi iniziarono a venir meno con l'età, il capitano si offrì di portarlo nella città in cui viveva. Uzala scoprì che non gli era permesso tagliare la legna o costruire una capanna e un camino nel parco cittadino, né gli era concesso sparare entro i limiti della città. Nella primavera del 1908 chiese allora il permesso di tornare nei boschi. Come regalo d'addio, Arsen'ev gli diede un nuovo fucile. 
Poco dopo, Dersu Uzala fu trovato morto. Le cause del decesso non vennero mai chiarite, ma si ipotizzò che il suo assassino volesse il suo nuovo fucile.

## Influenza culturale

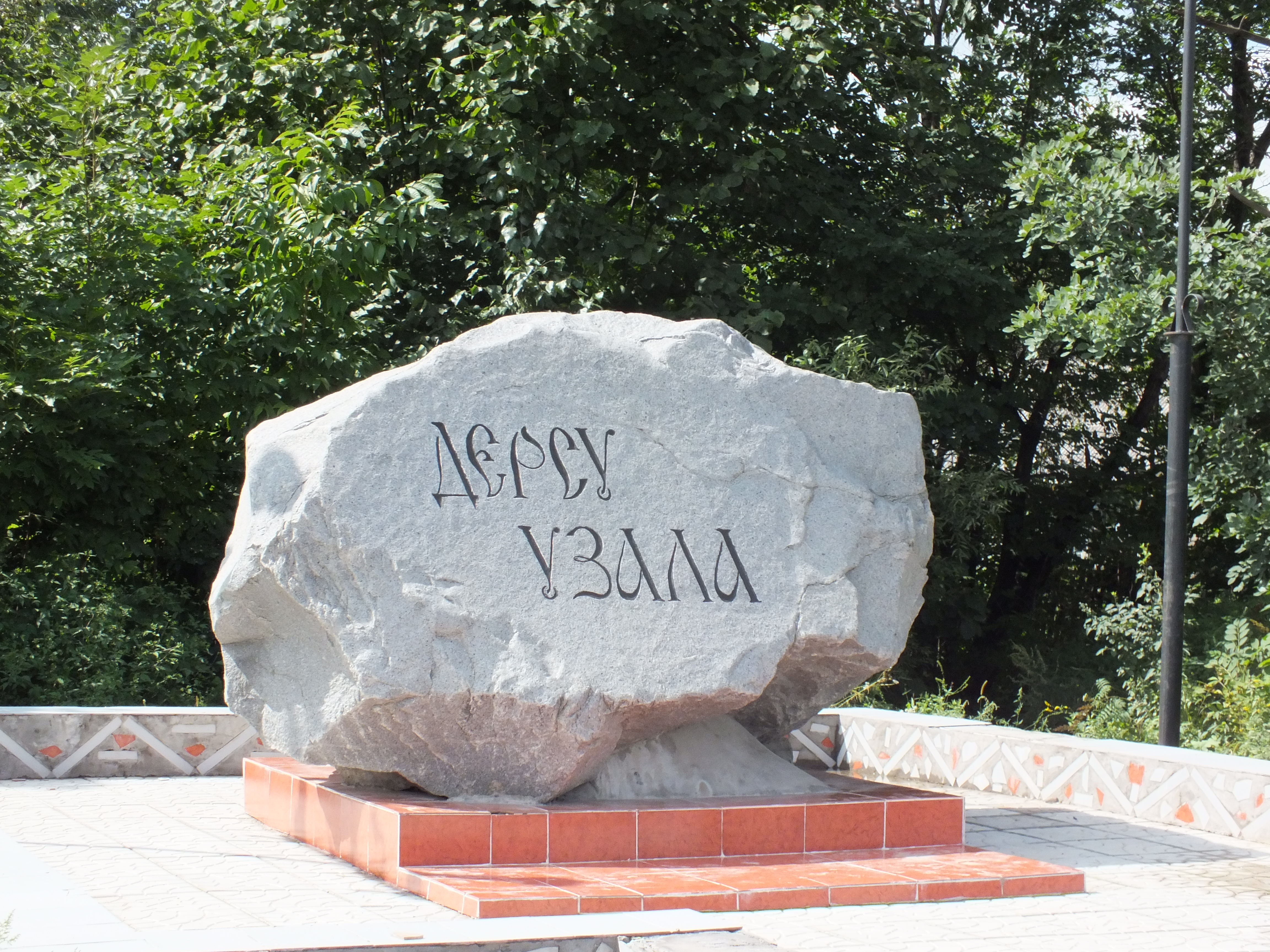
Pietra commemorativa di Uzala a Korfovskij

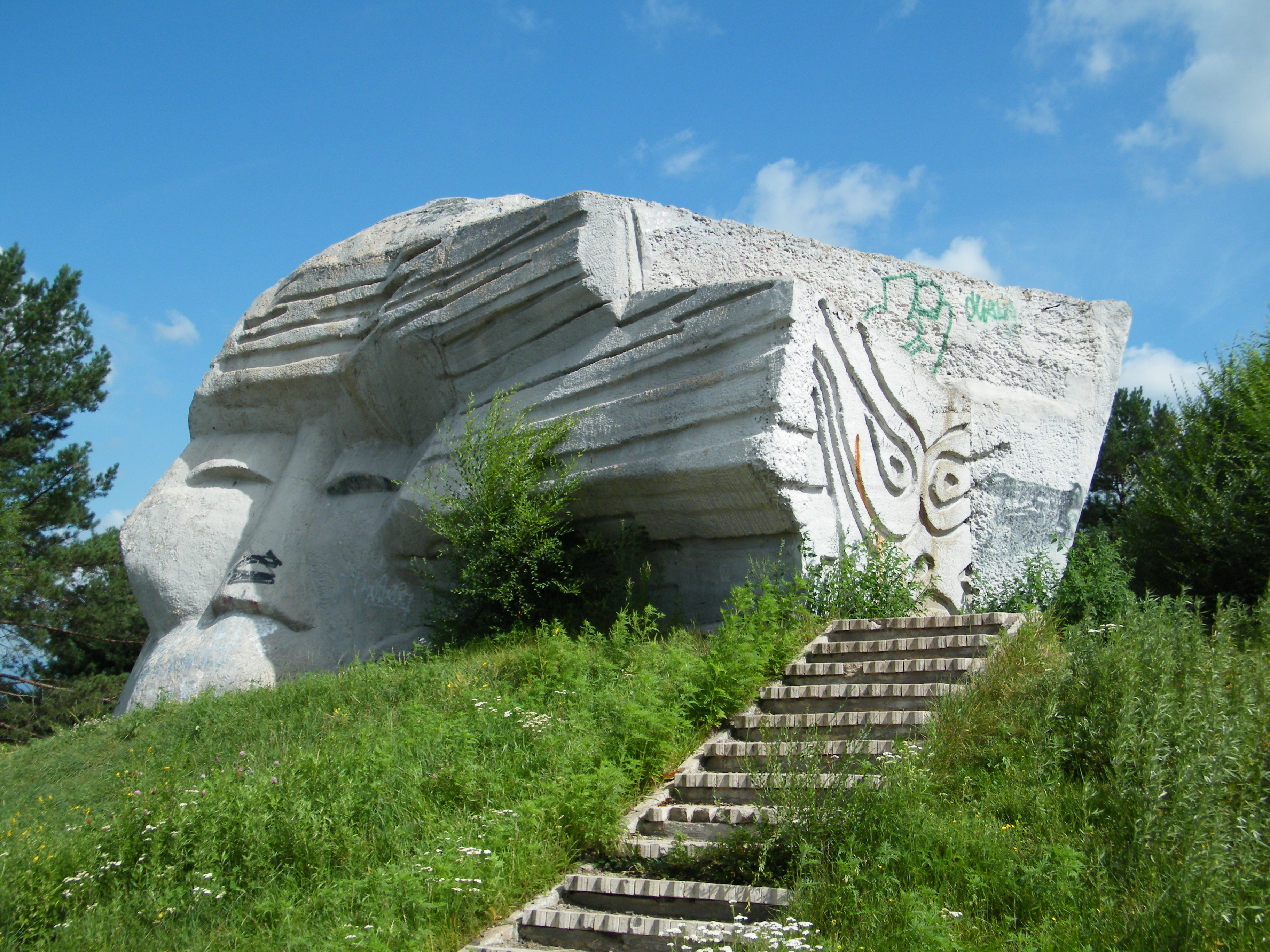
Monumento di Uzala ad Arsen'ev

Nel 1923 Arseniev pubblicò il suo libro Dersu Uzala, dal quale vennero realizzati due film: nel 1961 il regista Agasi Babayan realizzò Dersu Uzala (con Kasym Žakibaev a interpretare Uzala) e nel 1975 Akira Kurosawa Dersu Uzala - Il piccolo uomo delle grandi pianure (con Maksim Mongužukovič Munzuk a fare il cacciatore). Soprattutto quest'ultimo fece conoscere in tutto il mondo la figura di Dersu, grazie ai numerosi premi che vinse, quali il FIPRESCI al Festival cinematografico internazionale di Mosca 1975 e l'Oscar per il miglior film straniero.
Nel 1972 un villaggio nel Krasnoarmejskij rajon, territorio del Litorale, che aveva il nome cinese di Laul, fu rinominato Dersu in onore di Uzala. Un monumento a lui dedicato venne eretto sempre negli ultimi anni settanta ad Arsen'ev. Infine nel 1981 venne scoperto un asteroide che venne chiamato 4142 Dersu-Uzala.